# إيفون فيسر
إيفون فيسر هي متسابقة بياثل كندية، ولدت في 9 يوليو 1965.

## وصلات خارجية
- إيفون فيسر على موقع IBU (الإنجليزية)
- إيفون فيسر على موقع أوليمبيديا (الإنجليزية)